# Elecciones generales de Italia de 1979
Las elecciones generales se celebraron en Italia el 3 de junio de 1979, para elegir al Octavo Parlamento Republicano. Esta elección se convocó justo una semana antes de la votación en Europa: el hecho de que no se celebraran las dos elecciones al mismo tiempo generó muchas críticas por derrochar dinero público.
Los ataques terroristas de las Brigadas Rojas causaron una reversión en el resultado de las elecciones anteriores tres años antes: por primera vez el Partido Comunista Italiano perdió un número significativo de votos, retrasando el cambio de gobierno que parecía inminente en 1976. La derrota comunista dio una nueva fuerza a todos los partidos menores, ya que concentrar el voto en el Partido Democracia Cristiana parecía menos necesario para evitar una victoria comunista. Sin embargo, los Demócratas Cristianos se mantuvieron estables, mientras que el neofascista Movimiento Social Italiano se vio debilitado por el éxito de su escindido Democracia Nacional.

## Sistema electoral
La pura representación proporcional por listas se había convertido tradicionalmente en el sistema electoral de la Cámara de Diputados. Las provincias italianas se unieron en 32 distritos electorales, cada uno eligiendo un grupo de candidatos. A nivel de circunscripción, los escaños se dividieron entre listas abiertas utilizando el método del resto mayor con la cuota Imperiali. Los votos y escaños restantes se transfirieron a nivel nacional, donde se dividieron utilizando la cuota Hare, y se distribuyeron automáticamente a los mejores perdedores en las listas locales.
Para el Senado, se establecieron 237 circunscripciones de un solo escaño, incluso si la asamblea se había elevado a 315 miembros. Los candidatos necesitaban una victoria abrumadora de dos tercios de los votos para ser elegidos, un objetivo que solo podían alcanzar las minorías alemanas en Tirol del Sur. Todos los votos y escaños permanecieron agrupados en listas de partidos y distritos electorales regionales, donde se utilizó un método D'Hondt: dentro de las listas, se eligieron los candidatos con los mejores porcentajes.

## Contexto histórico
El 16 de julio de 1976, Bettino Craxi fue elegido para ocupar el puesto vacante de presidente del Partido Socialista Italiano, poniendo fin a años de lucha entre facciones dentro del partido. Irónicamente, la "vieja guardia" lo vio como un líder efímero, permitiendo que cada facción se reagrupara. Sin embargo, pudo aferrarse al poder e implementar sus políticas. En particular, buscó y logró distanciar a su partido de los comunistas, aliarlo con la Democracia Cristiana y otros partidos centristas, pero manteniendo un perfil izquierdista y reformista.

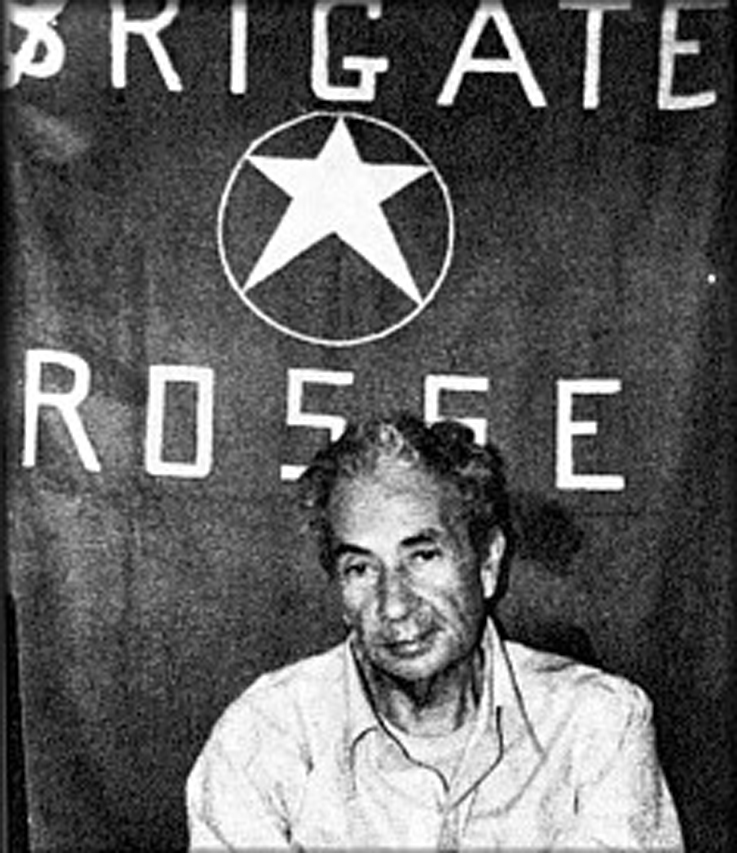
Moro, fotografiado durante su secuestro por las Brigadas Rojas.

El 16 de marzo de 1978, el ex primer ministro y líder demócrata cristiano Aldo Moro fue secuestrado por las Brigadas Rojas y cinco de sus guardaespaldas asesinados. Las Brigadas Rojas eran un grupo izquierdista militante, y luego dirigidas por Mario Moretti. Aldo Moro era un Demócrata Cristiano de izquierda que sirvió varias veces como primer ministro. Antes de su asesinato, intentaba incluir al Partido Comunista Italiano (PCI), encabezado por Enrico Berlinguer, en el gobierno a través de un acuerdo llamado Compromiso Histórico. El PCI fue el partido comunista más grande en Europa occidental. Esto se debió en gran medida a su postura no extremista y pragmática, su creciente independencia de Moscú y su doctrina eurocomunista. El PCI fue especialmente fuerte en áreas como Emilia-Romaña, donde tenía posiciones gubernamentales estables y una experiencia práctica madura, lo que puede haber contribuido a un enfoque más pragmático de la política. Las Brigadas Rojas fueron ferozmente opuestas por el Partido Comunista y los sindicatos, algunos políticos de izquierda incluso usaron la expresión condescendiente de "camaradas que hacen mal" (Compagni che sbagliano). Las circunstancias que rodearon el asesinato de Aldo Moro nunca se han aclarado, pero las consecuencias incluyen el hecho de que PCI no obtuvo el poder ejecutivo.
El periodista de investigación Carmine Pecorelli fue asesinado el 20 de marzo de 1979. En un artículo de mayo de 1978, había establecido conexiones entre el secuestro de Aldo Moro y Gladio.
En el período de los ataques terroristas de finales de los años setenta y principios de los ochenta, la mayoría parlamentaria estaba compuesta por los partidos del "Arco costituzionale", es decir, todos los partidos que apoyaban la Constitución, incluidos los comunistas (que de hecho tomaron una postura muy firme contra el Brigadas rojas y otros grupos terroristas). Sin embargo, los comunistas nunca tomaron parte en el gobierno mismo, que estaba compuesto por el "Pentapartito" (Demócratas Cristianos, Socialistas, Socialdemócratas, Liberales, Republicanos).

## Partidos y líderes
| Partido | Partido                                        | Ideología               | Líder              |
| ------- | ---------------------------------------------- | ----------------------- | ------------------ |
|         | Democracia Cristiana (DC)                      | Democracia cristiana    | Benigno Zaccagnini |
|         | Partido Comunista Italiano (PCI)               | Comunismo               | Enrico Berlinguer  |
|         | Partido Socialista Italiano (PSI)              | Socialdemocracia        | Bettino Craxi      |
|         | Movimiento Social Italiano (MSI)               | Neofascismo             | Giorgio Almirante  |
|         | Partido Socialista Democrático Italiano (PSDI) | Socialdemocracia        | Pietro Longo       |
|         | Partido Radical (PR)                           | Radicalismo             | Marco Pannella     |
|         | Partido Republicano Italiano (PRI)             | Socioliberalismo        | Giovanni Spadolini |
|         | Partido Liberal Italiano (PLI)                 | Liberalismo conservador | Valerio Zanone     |
|         | Partido de Unidad Proletaria (PdUP)            | Comunismo               | Vittorio Foa       |

## Resultados
Incluso esta octava legislatura de la República Italiana fue un período de gran inestabilidad. Después de las elecciones, los dirigentes demócratas cristianos instruyeron al moderado Francesco Cossiga para que formara un gobierno minoritario centrista con el PSDI y el PLI, que aceptó un compromiso oficial con el gobierno por primera vez desde 1973; sin embargo, cuando en 1980 Benigno Zaccagnini fue despedido como secretario del DC y el líder socialista Bettino Craxi ofreció su ayuda, Cossiga dimitió repentinamente y formó un nuevo gobierno de centroizquierda con el PSI y el PRI, argumentando que los líderes católicos no tenían más problemas para elegir a sus aliados desde cualquier lugar. Sin embargo, Cossiga más tarde cayó en un proyecto de presupuesto, y se formó un gobierno tradicional de centro izquierda dirigido por Arnaldo Forlani. El gran escándalo de la logia masónica P2 hundió a Forlani en 1981.
Esta profunda crisis política marcó el nacimiento de una nueva fórmula política que gobernó Italia durante los años 80: el Pentapartito (o cinco partidos), que no era más que la fusión de las dos principales alianzas que DC había utilizado para gobernar Italia desde 1947, el centrismo y el centroizquierda. Esta fórmula se hizo posible porque el Partido Socialista Italiano de Bettino Craxi y el Partido Liberal Italiano de Valerio Zanone aceptaron formar su primer gobierno republicano juntos, moderando sus posiciones y superando a la oposición que siempre los había dividido. Pero el pacto Pentapartito tenía otra condición importante: el DC aceptó reconocer un rol de pareja con los otros cuatro partidos, alternando con el liderazgo del gobierno. El secretario del Partido Republicano Italiano, Giovanni Spadolini, se convirtió así en el primer Presidente del Consejo de Ministros no-DC de Italia desde 1945. Sin embargo, su pequeño grupo no pudo detener las peleas entre sus grandes aliados, y después de una pequeña crisis durante el verano de 1982, Spadolini renunció en otoño de ese mismo año. El ex primer ministro Amintore Fanfani formó un nuevo gobierno sin los republicanos ofendidos, pero el PSI, que tenía buenas encuestas, impuso la crisis final en 1983 y una nueva elección general.

### Cámara de Diputados
|                                    |                                                |            |       |         |       |
| Partido                            | Partido                                        | Votos      | %     | Escaños | +/−   |
|                                    | Democracia Cristiana (DC)                      | 14.046.290 | 38,30 | 262     | ±0    |
|                                    | Partido Comunista Italiano (PCI)               | 11.139.231 | 30,38 | 201     | −26   |
|                                    | Partido Socialista Italiano (PSI)              | 3.596.802  | 9,81  | 62      | +5    |
|                                    | Movimiento Social Italiano (MSI)               | 1.930.639  | 5,26  | 30      | −5    |
|                                    | Partido Socialista Democrático Italiano (PSDI) | 1.407.535  | 3,84  | 20      | +5    |
|                                    | Partido Radical (PR)                           | 1.264.870  | 3,45  | 18      | +14   |
|                                    | Partido Republicano Italiano (PRI)             | 1.110.209  | 3,03  | 16      | +2    |
|                                    | Partido Liberal Italiano (PLI)                 | 712.646    | 1,94  | 9       | +4    |
|                                    | Partido de Unidad Proletaria (PdUP)            | 502.247    | 1,37  | 6       | ±0    |
|                                    | Nueva Izquierda Unida (NSU)                    | 294.462    | 0,80  | 0       | Nuevo |
|                                    | Democracia Nacional (DN)                       | 229.205    | 0,63  | 0       | Nuevo |
|                                    | Partido Popular Sudtirolés (SVP)               | 204.899    | 0,56  | 4       | +1    |
|                                    | Lista por Trieste (LpT)                        | 65.505     | 0,18  | 1       | Nuevo |
|                                    | Movimiento Friuli (MF)                         | 35.254     | 0,10  | 0       | Nuevo |
|                                    | Unión Valdostana (UV)                          | 33.250     | 0,09  | 1       | +1    |
|                                    | Otros                                          | 98.264     | 0,30  | 0       | ±0    |
| Votos válidos                      | Votos válidos                                  | 36.671.308 | 95,89 | –       | –     |
| Votos inválidos/en blanco          | Votos inválidos/en blanco                      | 1.571.610  | 4,11  | –       | –     |
| Total                              | Total                                          | 38.242.918 | 100   | 630     | ±0    |
| Votantes registrados/participación | Votantes registrados/participación             | 42.203.354 | 90,62 | –       | –     |
| Fuente: Ministerio del Interior    |                                                |            |       |         |       |

| \| Voto popular \| Voto popular \| Voto popular \| Voto popular \| Voto popular \| \| ------------ \| ------------ \| ------------ \| ------------ \| ------------ \| \| Partidos \| Partidos \| \| % \| % \| \| DC \| DC \| \| 38.30 % \| 38.30 % \| \| PCI \| PCI \| \| 30.38 % \| 30.38 % \| \| PSI \| PSI \| \| 9.81 % \| 9.81 % \| \| MSI \| MSI \| \| 5.26 % \| 5.26 % \| \| PSDI \| PSDI \| \| 3.84 % \| 3.84 % \| \| PR \| PR \| \| 3.45 % \| 3.45 % \| \| PRI \| PRI \| \| 3.03 % \| 3.03 % \| \| PLI \| PLI \| \| 1.94 % \| 1.94 % \| \| PdUP \| PdUP \| \| 1.37 % \| 1.37 % \| \| Otros \| Otros \| \| 2.62 % \| 2.62 % \| |          |  |         |         |
| Voto popular |          |  |         |         |
| Partidos | Partidos |  | %       | %       |
| DC | DC       |  | 38.30 % | 38.30 % |
| PCI | PCI      |  | 30.38 % | 30.38 % |
| PSI | PSI      |  | 9.81 %  | 9.81 %  |
| MSI | MSI      |  | 5.26 %  | 5.26 %  |
| PSDI | PSDI     |  | 3.84 %  | 3.84 %  |
| PR | PR       |  | 3.45 %  | 3.45 %  |
| PRI | PRI      |  | 3.03 %  | 3.03 %  |
| PLI | PLI      |  | 1.94 %  | 1.94 %  |
| PdUP | PdUP     |  | 1.37 %  | 1.37 %  |
| Otros | Otros    |  | 2.62 %  | 2.62 %  |

| \| Escaños \| Escaños \| Escaños \| Escaños \| Escaños \| \| -------- \| -------- \| ------- \| ------- \| ------- \| \| Partidos \| Partidos \| \| % \| % \| \| DC \| DC \| \| 41.59 % \| 41.59 % \| \| PCI \| PCI \| \| 31.90 % \| 31.90 % \| \| PSI \| PSI \| \| 9.84 % \| 9.84 % \| \| MSI \| MSI \| \| 4.76 % \| 4.76 % \| \| PSDI \| PSDI \| \| 3.17 % \| 3.17 % \| \| PR \| PR \| \| 2.86 % \| 2.86 % \| \| PRI \| PRI \| \| 2.54 % \| 2.54 % \| \| PLI \| PLI \| \| 1.43 % \| 1.43 % \| \| PdUP \| PdUP \| \| 0.95 % \| 0.95 % \| \| Otros \| Otros \| \| 0.95 % \| 0.95 % \| |          |  |         |         |
| Escaños |          |  |         |         |
| Partidos | Partidos |  | %       | %       |
| DC | DC       |  | 41.59 % | 41.59 % |
| PCI | PCI      |  | 31.90 % | 31.90 % |
| PSI | PSI      |  | 9.84 %  | 9.84 %  |
| MSI | MSI      |  | 4.76 %  | 4.76 %  |
| PSDI | PSDI     |  | 3.17 %  | 3.17 %  |
| PR | PR       |  | 2.86 %  | 2.86 %  |
| PRI | PRI      |  | 2.54 %  | 2.54 %  |
| PLI | PLI      |  | 1.43 %  | 1.43 %  |
| PdUP | PdUP     |  | 0.95 %  | 0.95 %  |
| Otros | Otros    |  | 0.95 %  | 0.95 %  |

### Senado de la República
|                                    |                                                |            |       |         |       |
| Partido                            | Partido                                        | Votos      | %     | Escaños | +/−   |
|                                    | Democracia Cristiana (DC)                      | 12.010.716 | 38,34 | 138     | +3    |
|                                    | Partido Comunista Italiano (PCI)               | 9.855.951  | 31,46 | 109     | −7    |
|                                    | Partido Socialista Italiano (PSI)              | 3.252.410  | 10,38 | 32      | +3    |
|                                    | Movimiento Social Italiano (MSI)               | 1.780.950  | 5,68  | 13      | −2    |
|                                    | Partido Socialista Democrático Italiano (PSDI) | 1.320.729  | 4,22  | 9       | +3    |
|                                    | Partido Republicano Italiano (PRI)             | 1.053.251  | 3,36  | 6       | ±0    |
|                                    | Partido Liberal Italiano (PLI)                 | 691.718    | 2,21  | 2       | ±0    |
|                                    | Partido Radical (PR)                           | 413.444    | 1,32  | 2       | +2    |
|                                    | Partido Radical–Nueva Izquierda Unida (PR–NSU) | 365.954    | 1,17  | 0       | Nuevo |
|                                    | Democracia Nacional (DN)                       | 176.966    | 0,56  | 0       | Nuevo |
|                                    | Partido Popular Sudtirolés (SVP)               | 172.582    | 0,55  | 3       | +1    |
|                                    | Lista por Trieste (LpT)                        | 61.911     | 0,20  | 0       | Nuevo |
|                                    | Nueva Izquierda Unida (NSU)                    | 44.094     | 0,14  | 0       | Nuevo |
|                                    | Unión Valdostana (UV)                          | 37.082     | 0,12  | 1       | ±0    |
|                                    | Movimiento Friuli (MF)                         | 31.490     | 0,10  | 0       | Nuevo |
|                                    | Otros                                          | 61.547     | 0,19  | 0       | ±0    |
| Votos válidos                      | Votos válidos                                  | 31.330.795 | 95,01 | –       | –     |
| Votos inválidos/en blanco          | Votos inválidos/en blanco                      | 1.645.509  | 4,99  | –       | –     |
| Total                              | Total                                          | 32.976.304 | 100   | 315     | ±0    |
| Votantes registrados/participación | Votantes registrados/participación             | 36.362.037 | 90,69 | –       | –     |
| Fuente: Ministerio del Interior    |                                                |            |       |         |       |

| \| Voto popular \| Voto popular \| Voto popular \| Voto popular \| Voto popular \| \| ------------ \| ------------ \| ------------ \| ------------ \| ------------ \| \| Partidos \| Partidos \| \| % \| % \| \| DC \| DC \| \| 38.34 % \| 38.34 % \| \| PCI \| PCI \| \| 31.46 % \| 31.46 % \| \| PSI \| PSI \| \| 10.38 % \| 10.38 % \| \| MSI \| MSI \| \| 5.68 % \| 5.68 % \| \| PSDI \| PSDI \| \| 4.22 % \| 4.22 % \| \| PRI \| PRI \| \| 3.36 % \| 3.36 % \| \| PLI \| PLI \| \| 2.21 % \| 2.21 % \| \| PR \| PR \| \| 1.32 % \| 1.32 % \| \| Otros \| Otros \| \| 3.03 % \| 3.03 % \| |          |  |         |         |
| Voto popular |          |  |         |         |
| Partidos | Partidos |  | %       | %       |
| DC | DC       |  | 38.34 % | 38.34 % |
| PCI | PCI      |  | 31.46 % | 31.46 % |
| PSI | PSI      |  | 10.38 % | 10.38 % |
| MSI | MSI      |  | 5.68 %  | 5.68 %  |
| PSDI | PSDI     |  | 4.22 %  | 4.22 %  |
| PRI | PRI      |  | 3.36 %  | 3.36 %  |
| PLI | PLI      |  | 2.21 %  | 2.21 %  |
| PR | PR       |  | 1.32 %  | 1.32 %  |
| Otros | Otros    |  | 3.03 %  | 3.03 %  |

| \| Escaños \| Escaños \| Escaños \| Escaños \| Escaños \| \| -------- \| -------- \| ------- \| ------- \| ------- \| \| Partidos \| Partidos \| \| % \| % \| \| DC \| DC \| \| 43.81 % \| 43.81 % \| \| PCI \| PCI \| \| 34.60 % \| 34.60 % \| \| PSI \| PSI \| \| 10.16 % \| 10.16 % \| \| MSI \| MSI \| \| 4.13 % \| 4.13 % \| \| PSDI \| PSDI \| \| 2.86 % \| 2.86 % \| \| PRI \| PRI \| \| 1.90 % \| 1.90 % \| \| PLI \| PLI \| \| 0.63 % \| 0.63 % \| \| PR \| PR \| \| 0.63 % \| 0.63 % \| \| Otros \| Otros \| \| 1.27 % \| 1.27 % \| |          |  |         |         |
| Escaños |          |  |         |         |
| Partidos | Partidos |  | %       | %       |
| DC | DC       |  | 43.81 % | 43.81 % |
| PCI | PCI      |  | 34.60 % | 34.60 % |
| PSI | PSI      |  | 10.16 % | 10.16 % |
| MSI | MSI      |  | 4.13 %  | 4.13 %  |
| PSDI | PSDI     |  | 2.86 %  | 2.86 %  |
| PRI | PRI      |  | 1.90 %  | 1.90 %  |
| PLI | PLI      |  | 0.63 %  | 0.63 %  |
| PR | PR       |  | 0.63 %  | 0.63 %  |
| Otros | Otros    |  | 1.27 %  | 1.27 %  |